# 비트토렌트 사이트 간 비교
비트토렌트 웹사이트는 여럿이 있으며, 일반적으로 다양한 토렌트 파일과 그 목록을 가지고 있다.

## 특징
- 비트토렌트 사이트들은 종종 비트토렌트 트래커를 운영한다. 트래커는 컨텐츠 호스팅과는 다른데, 웹사이트는 단순 사용자끼리 연결해주는 역할을 할 뿐, 사용자는 사이트에서 자료를 다운 받는 것이 아니다.
- 디렉토리는 사용자가 자료를 카테고리에 기반해서 검색할 수 있게 해주는 기능을 말한다.
- 비트토렌트 사이트는 각각 특화된 분야가 있는 경우가 많다. 예로서 etee.org는 라이브 콘서트 위주의 자료를 가지고 있다.
- Torrentz와 같은 몇몇 사이트들은 다중 트래커 인덱스를 가지고 있는데, 이를 통해 사용자들은 한 웹사이트에서 다른 토렌트 웹사이트의 검색결과를 볼 수 있다.
- 어떤 웹사이트는 DHT 네트워크를 사용한다.

## 사이트 비교
아래의 표는 몇몇 유명한 비트토렌트 사이트들을 특징별로 분석한 결과이다. 알렉사 글로벌 랭킹은 2016년 1월 21일 기준이다.
| 사이트                                     | 분야                            | 트래커 보유 | 디렉토리 | 공개        | RSS    | 원-클릭 다운로드 | 분류 가능 | 댓글 가능 | 다중 트래커 기능 | DHT 검색 | DMCA   | Tor 가능 | 알렉사 트래픽 랭킹 |
| ------------------------------------------ | ------------------------------- | ----------- | -------- | ----------- | ------ | ---------------- | --------- | --------- | ---------------- | -------- | ------ | -------- | ------------------ |
| The Pirate Bay                             | 없음                            | 아니요      | 예       | 예          | 예     | 아니요           | 예        | 예        | 아니요           | 아니요   | 예     | 예       | 368                |
| Rutracker                                  | 없음                            | 아니요      | 예       | 예          | 예     | 아니요           | 아니요    | 예        | 아니요           | 예       | 아니요 | 아니요   | 394                |
| Nyaa Torrents                              | 애니메이션                      | 예          | 예       | 예          | 예     | 예               | 예        | 예        | 아니요           | ?        |        |          | 494                |
| 1337x                                      | 없음                            | 아니요      | 예       | 예          | 아니요 | 아니요           | 아니요    | 예        | 예               | 아니요   | 아니요 | 아니요   | 1,195              |
| Torrenthound                               | 없음                            | 아니요      | 예       | 예          | 아니요 | 아니요           | 아니요    | 예        | 예               | 아니요   | 아니요 | 아니요   | 2,374              |
| IPTorrents                                 | 없음                            | 예          | 예       | 아니요      | 예     | 예               | 예        | 예        | 아니요           | 아니요   | 예     | 아니요   | 3,307              |
| isoHunt                                    | 없음                            | 예          | 예       | 예          | 예     | 아니요           | 예        | 예        | 아니요           | 아니요   | 아니요 | 아니요   | 3,325              |
| BitSnoop                                   | 없음                            | 아니요      | 예       | 예          | 아니요 | 아니요           | 예        | 예        | 예               | ?        | 아니요 | 아니요   | 4,294              |
| YourBittorrent                             | 없음                            | 예          | 예       | 예          | 예     | 예               | 예        | 예        | 예               | 아니요   | 아니요 | 아니요   | 4,290              |
| Tamil Rockers                              | 타밀어 영화                     | ?           | 예       | 예          | 아니요 | 예               | 예        | ?         | ?                | ?        | ?      |          | 4,315              |
| TorrentProject                             | 검색 엔진                       | 아니요      | 예       | 예          | 예     | 아니요           | 예        | 예        | 예               | 예       | 아니요 |          | 4,718              |
| Rarbg                                      | 없음                            | 예          | 예       | 예          | 예     | 아니요           | 아니요    | 예        | 예               | 아니요   | 아니요 | 아니요   | 9,757              |
| Torlock                                    | 검증된 토렌트                   | 아니요      | 예       | 예          | 예     | 예               | 예        | 예        | 예               | 아니요   | 아니요 |          | 9,221              |
| TorrentLeech                               | 릴리즈된 영상                   | 예          | 예       | 아니요      | 예     | 예               | 예        | 예        | 아니요           | 아니요   |        | 아니요   | 9,526              |
| Demonoid                                   | 없음                            | 아니요      | 예       | 예          | 아니요 | 아니요           | 예        | 예        | 예               | ?        | 아니요 | 예       | 10,047             |
| Empornium                                  | 포르노                          | 예          | 예       | 아니요      | 예     | 예               | 예        | 예        | 아니요           | 아니요   | 예     | 아니요   | 10,145             |
| SevenTorrents                              | 영화                            | 아니요      | 예       | 예          | 예     | 아니요           | 예        | 예        | 아니요           | 아니요   | 아니요 |          | 12,360             |
| What.CD                                    | 음악                            | 예          | 예       | 아니요      | 예     | 예               | 예        | 예        | 아니요           | 아니요   | 예     | 아니요   | 12,783             |
| BTDigg                                     | DHT 검색 엔진                   | 아니요      | 예       | 예          | 아니요 | 예               | 예        | 아니요    | 아니요           | 예       | 아니요 | 예       | 13,420             |
| broadcasthe                                | TV 쇼                           | 예          | 예       | 아니요      | 예     | 예               | 예        | 예        | 예               | 아니요   | 예     | 아니요   | 13,395             |
| RevolutionTT                               | 없음                            | 예          | 예       | 아니요      | 예     | 예               | 예        | 예        | 아니요           | 아니요   | 예     | 아니요   | 21,901             |
| Mininova                                   | 합법적으로 재배포 가능한 미디어 | 아니요      | 예       | 예          | 예     | 예               | 예        | 예        | 아니요           | 아니요   | 아니요 |          | 23,485             |
| HDBits                                     | 영화                            | 예          | 예       | 아니요      | 예     | 예               | 예        | 예        | 아니요           | 아니요   | 예     | 아니요   | 23,573             |
| IsoHunt                                    | 없음                            | 예          | 예       | 예          | 예     | 아니요           | 예        | 예        | 아니요           | 아니요   | 예     |          | 55,216             |
| SceneAccess                                | 릴리즈된 영상                   | 예          | 예       | 아니요      | 예     | 예               | 예        | 예        | 아니요           | 아니요   | 예     | 아니요   | 27,786             |
| waffles.fm                                 | Music                           | 예          | 예       | 아니요      | 예     | 예               | 예        | 예        | 아니요           | 아니요   | 예     | 아니요   | 41,953             |
| myanonamouse                               | E북, 오디오북                   | 예          | 예       | 아니요      | 예     | 예               | 예        | 예        | 아니요           | 아니요   | 아니요 | 아니요   | 42,080             |
| Bitme                                      | E-러닝                          | 예          | 예       | 아니요      | 예     | 예               | 예        | 예        | 아니요           | 아니요   | 예     | 아니요   | 52,574             |
| YourExotic                                 | 아시아 포르노                   | 예          | 예       | 아니요      | 예     | 아니요           | 예        | 예        | 아니요           | 아니요   | 예     | 아니요   | 57,129             |
| bitmetv                                    | TV 쇼                           | 예          | 예       | 아니요      | 예     | 예               | 예        | 예        | 아니요           | 아니요   | 예     | 아니요   | 76,952             |
| blackcats-games                            | 비디오 게임                     | 예          | 예       | 아니요      | 예     | 예               | 예        | 예        | 아니요           | 아니요   | 예     | 아니요   | 82,147             |
| T411                                       | 없음                            | 아니요      | 예       | 예          | 아니요 | 아니요           | 예        | 예        | 예               | ?        |        |          | 89,551             |
| Movie Magnet                               | 영화                            | 아니요      | 예       | 예          | 예     | 예               | 예        | 아니요    | 예               | 아니요   |        |          | 262,431            |
| etree                                      | 라이브 콘서트                   | 예          | 예       | 예          | 예     | 예               | 예        | 예        | 아니요           | 아니요   |        |          | 109,728            |
| tormovies                                  | 영화                            | 아니요      | 예       | 예          | 예     | 예               | 예        | 아니요    | 예               | 아니요   |        |          | 111,786            |
| Seedpeer                                   | 없음                            | ?           | ?        | 예          | ?      | ?                | ?         | ?         | ?                | ?        |        |          | 138,238            |
| thegft                                     | 릴리즈된 영상                   | 예          | 예       | 아니요      | 예     | 예               | 예        | 예        | 아니요           | 아니요   | 예     | 아니요   | 144,195            |
| TranceTraffic                              | Music                           | 예          | 예       | 아니요      | 예     | 예               | 예        | 예        | 아니요           | 아니요   | 예     | 아니요   | 165,845            |
| 0Rip                                       | 없음                            | 아니요      | 예       | 예          | 예     | 예               | 예        | 아니요    | 예               | 아니요   | 아니요 |          | 162,386            |
| Mamega                                     | 없음                            | 예          | 예       | 예          | 예     | 예               | 예        | 예        | 예               |          |        |          | 172,798            |
| Torrent Reactor                            | 없음                            | 예          | 예       | 예          | 예     | 아니요           | 예        | 예        | 아니요           | 아니요   | 아니요 |          | 186,630            |
| Buhaypirata                                | 필리핀 미디어                   | 예          | 예       | Semi-public | 예     | 아니요           | 예        | 예        | 예               | 예       | 예     |          | 342,190            |
| OpenBitTorrent                             | 없음                            | 예          | 아니요   | 예          | 아니요 | 아니요           | 아니요    | 아니요    | 아니요           | 아니요   |        |          | 424,489            |
| AniRena                                    | 일본어 미디어                   | 예          | 예       | 예          | 예     | 예               | 예        | ?         | 예               | 예       |        |          | 552,263            |
| torrentbom 보관됨 2020-11-10 - 웨이백 머신 | 없음                            | 예          | 예       | 예          | 예     | 예               | 예        | 아니요    | 예               | 아니요   | 아니요 | 예       | 100,109            |
| 합법 토렌트                                | 합법적으로 재배포 가능한 미디어 | 예          | 예       | 예          | 예     | 예               | 예        | 예        | 아니요           | 아니요   | 아니요 |          | 563,470            |
| 사이트                                     | 분야                            | 트래커 보유 | 디렉토리 | 공개        | RSS    | 원-클릭 다운로드 | 분류 가능 | 댓글 가능 | 다중 트래커 기능 | DHT 검색 | DMCA   | Tor 가능 | 알렉사 트래픽 랭킹 |

## 구글 검색 순위 강등
2014년 10월, 구글 검색의 반해적 알고리즘으로 인해 인기 있는 비트토렌트 사이트들의 검색 결과 순위가 떨어지는 일이 발생했다. 해당 알고리즘은 영화, 음악 또는 소프트웨어의 이름과 "다운로드"(download), "감상"(watch), "토렌트"(torrent) 등을 조합하여 검색할 시 작동하며, 이때 인기 있는 비트토렌트 사이트들은 검색 목록에서 강등된다. 트래픽 감소는 사이트마다 다른데, 어떤 사이트들은 50%에 이르는 방문자 감소를 겪었다.